# Esther Garrel

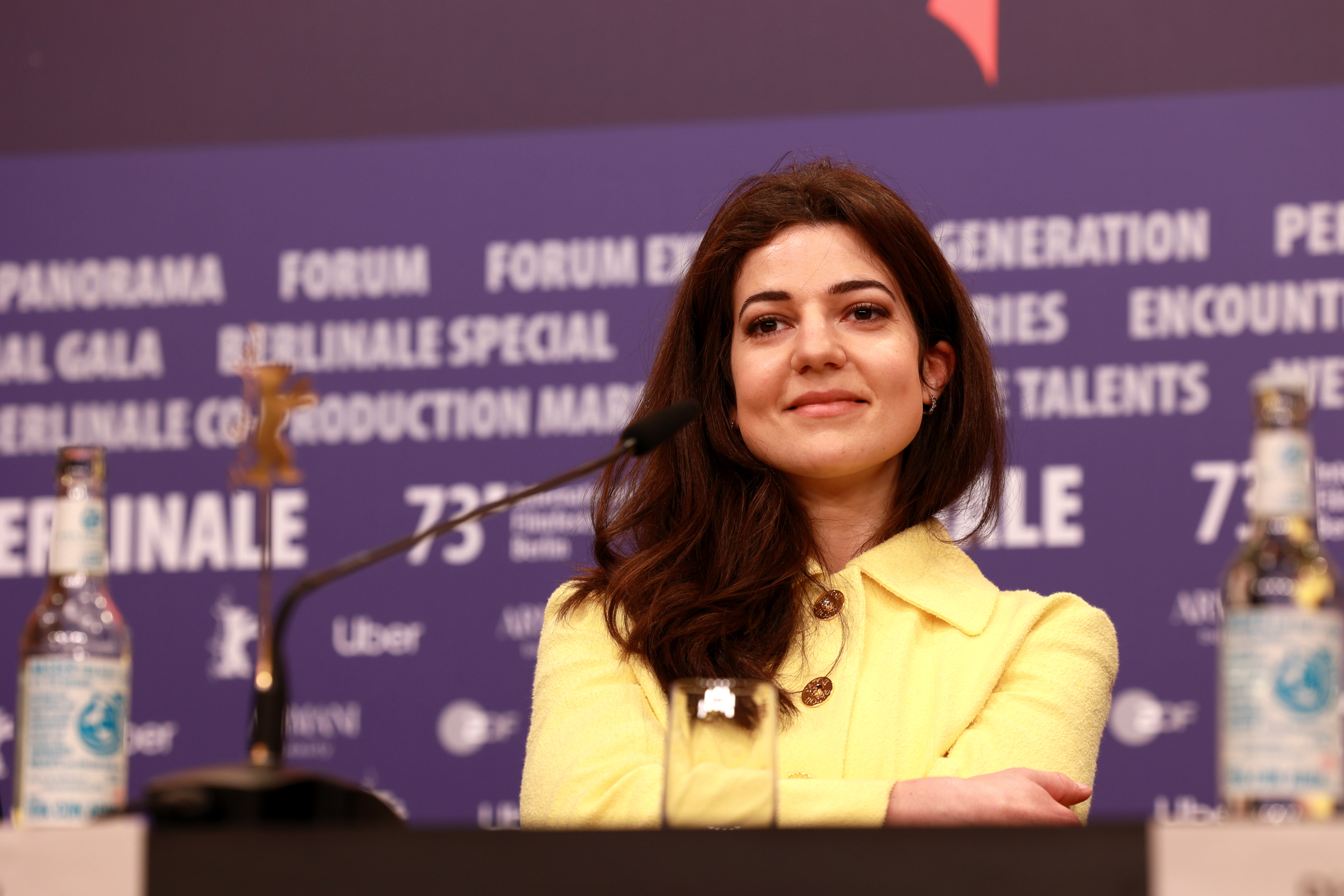
Esther Garrel bei der Berlinale 2023

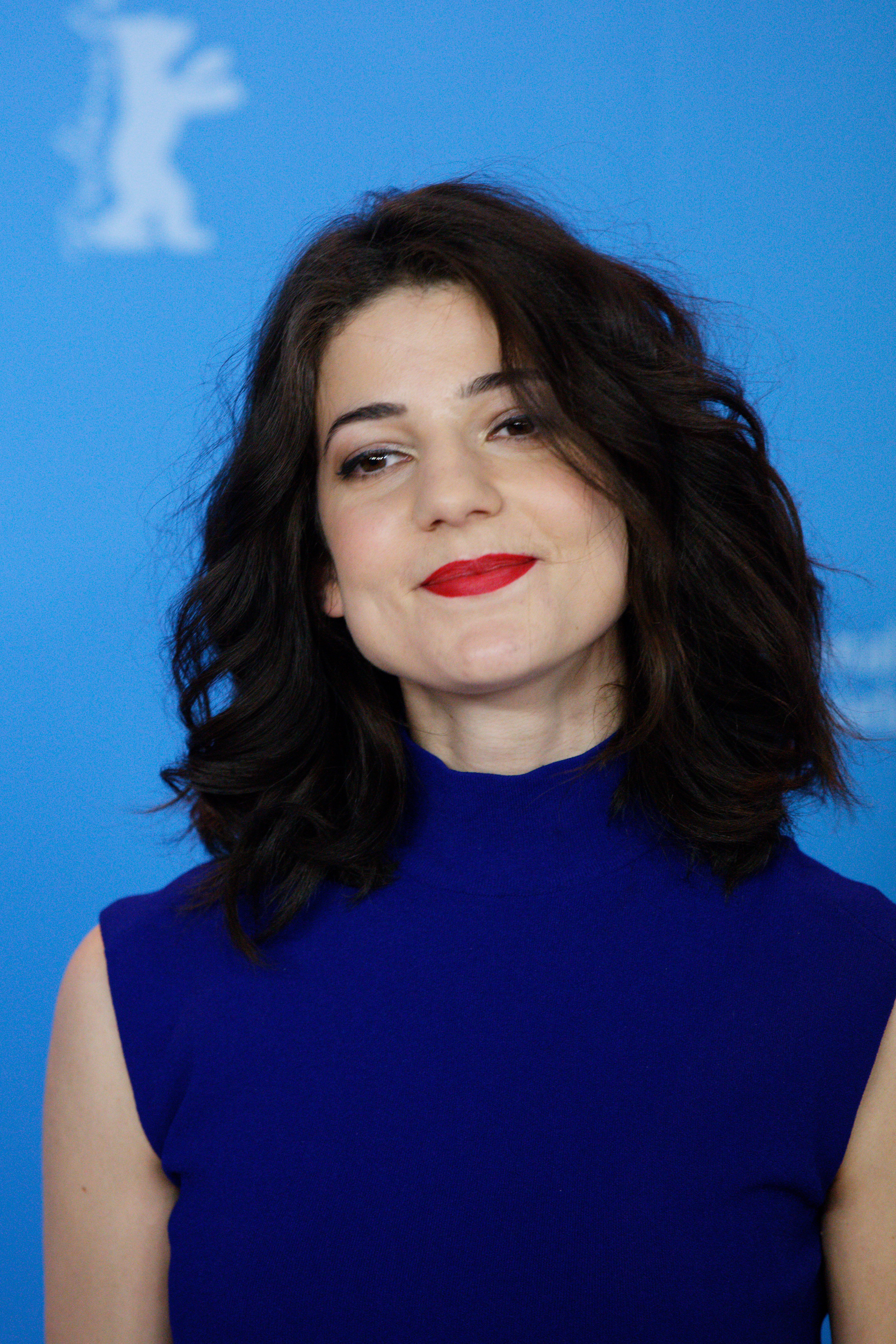
Esther Garrel (2017)

Esther Garrel (* 18. Februar 1991 in Paris) ist eine französische Schauspielerin.

## Leben
Esther Garrel ist die Tochter des Filmregisseurs Philippe Garrel und der Schauspielerin Brigitte Sy. Ihr Großvater war der Schauspieler Maurice Garrel und ihr älterer Bruder ist der Schauspieler Louis Garrel. In dem von ihrem Vater inszenierten Spielfilm Sauvage innocence debütierte Garrell 2001 in einer Statistenrolle auf der Leinwand. Ihre eigentliche Schauspielkarriere begann allerdings erst nach ihrem Schulabschluss, mit Filmen wie 17 Mädchen, Haus der Sünde und Camille – Verliebt nochmal!.

## Filmografie (Auswahl)
- 1999: Zanzibar à Saint-Sulpice
- 2001: Sauvage innocence
- 2008: Das schöne Mädchen (La belle personne)
- 2011: 17 Mädchen (17 filles)
- 2011: Haus der Sünde (L’Apollonide (Souvenirs de la maison close))
- 2012: Camille – Verliebt nochmal! (Camille redouble)
- 2013: Eifersucht (La jalousie)
- 2013: Anna et Otto
- 2015: Marguerite et Julien
- 2015: Das Sprungbein (L'astragale)
- 2017: Call Me by Your Name
- 2017: Thirst Street
- 2017: Liebhaber für einen Tag (L’amant d’un jour)
- 2018: Without a Trace (Vivre sans eux, Fernsehfilm)
- 2018: The Great Pretender
- 2019: Schneeweiss (Snow White, Fernsehfilm)
- 2019: Soeurs d’armes
- 2020: Abenteuer eines Mathematikers (Adventures of a Mathematician)
- 2021: Waiting for May
- 2022: Julia
- 2023: Le Grand Chariot
- 2024: 2 Win
- 2024: Dream Team
- 2024: Race for Glory: Audi vs. Lancia